# Asedio de Exeter (c. 630)
Según algunas fuentes medievales, el Asedio de Exeter o Asedio de Caer-Uisc tuvo lugar en torno al año 630, entre Mercia, dirigida por Penda, y los Britanos que ocupaban (Exeter) en Dumnonia. Se dice que Penda puso sitio a la ciudad hasta que el Rey Supremo Britano en el exilio, Cadwallon de Gwynedd, llegó para enfrentarse a él. Se pactó una alianza entre Mercia y los britanos, asegurada por el matrimonio entre Cadwallon y Alcfrith, la hermana de Penda hermana, tras lo que marcharon al norte para enfrentarse a los Northumbrianos (que ocupaban Gwynedd) en la Batalla de Cefn Digoll.
La Flores Historiarum (erróneamente atribuida a Mateo de Westminster) recuerda que Exeter aún estaba en manos britanas en 632, cuando fue defendido valientemente ante Penda hasta que fue auxiliado por Cadwallon, que se enfrentó a los mercianos y los derrotó con gran mortandad. Geoffrey de Monmouth también pinta un colorido relato del asedio en su pseudo-histórica Historia Regum Britanniae, diciendo que Cadwallon hizo una alianza con la nobleza británica.
Desde el siglo XIX, historiadores como George Oliver o Edward Augustus Freeman han puesto en duda la veracidad de este conflicto.